# Castle Walls
Castle Walls (Murs De Château), est un single extrait de l'album No Mercy du rappeur T.I. en duo avec la chanteuse américaine Christina Aguilera et produite par Alex da Kid.

## Composition
Ce titre qui navigue entre la musique électronique et les rythmes saccadés du rap est le fruit d’une collaboration réussie. Les mots sont balancés de manière abrupte par le rappeur sur les couplets avant d'être adoucis par la voix angélique de la chanteuse sur les refrains. Du déjà vu qui séduit toutefois tant l’alchimie entre les deux artistes nous surprend.
Nadine Cheung, le rédacteur d'AOL Radio, a fait l'interprétation de la chanson: "dans sa dernière chanson ' Castle Walls, T.I nous dit que la vie l'a bien traité. Après qu'onze mois passés en prison par un rappeur (il a été condamné à l'emprisonnement contre la possession illégale de narcotiques et la violation de décision judiciaire - le rédacteur). Le texte prend une nouvelle signification, avec le chœur particulièrement mémorable chanté par Aguilera.

## Critique
Becky Bain d'Idolator a écrit, "Christina Aguilera peut se sentir assez bonne à cause de son début de film dans Burlesque, cependant, elle devrait sentir des remerciements beaucoup plus confiants à sa collaboration avec le rappeur T.I dans la belle chanson ' Castle Walls. Un morceau qui apparaît sur l'album de T.I. No Mercy et qui a le potentiel pour devenir un succès, de même qu'une autre chanson, une réussite du même producteur; Alex da Kid, Love the Way You Lie. (...)" .

## Charts
| Chart (2011)                       | Meilleure position |
| ---------------------------------- | ------------------ |
| Canada Canadian Hot 100            | 99                 |
| Pologne ( Airplay Top 100)         | 27                 |
| Russie (Airplay Chart)             | 13                 |
| Slovaquie (Top 100)                | 31                 |
| Suède (Singles Chart)              | 51                 |
| États-Unis (Hot R&B/Hip Hop Songs) | 84                 |

Castle Walls n'a malheureusement pas été soutenu par les radios pour cause, que le rappeur était emprisonné à ce moment-là.